# Das Hexameron von Rosenhain
Das Hexameron von Rosenhain ist der Titel einer Erzählungen-Sammlung von  Christoph Martin Wieland. Der nach dem Vorbild von Giovanni Boccaccios Decamerone, des Heptameron der Margarete von Navarra sowie von Goethes Unterhaltungen deutscher Ausgewanderten an sechs Abenden der Rosenhainer Gesellschaft vorgetragene Zyklus besteht aus drei Märchen, einer Novelle und zwei Anekdoten. Gemeinsames Thema ist die wahre und falsche Freundschaft und Liebe. Alle Geschichten, die von dem für Wieland typischen auktorialen und sanft ironischen Erzählstil geprägt sind, entstanden zwischen Januar 1802 und Januar 1803 und wurden 1803/04 in drei Taschenbüchern und 1805 in Buchform veröffentlicht.

## Inhalt

### Vorbericht eines Ungenannten
Im Vorwort behauptet der Erzähler in einer Herausgeberfiktion, das mit „Rosalinde“ unterschriebene Manuskript mit sechs Geschichten und den Gesprächen der Gesellschaft (Rahmenhandlung) zugeschickt bekommen zu haben, offenbar um es zu veröffentlichen. Es schildert eine „auserlesene Gesellschaft liebenswürdiger und gebildeter Personen beiderlei Geschlechts“, die für mehrere Wochen auf dem Landsitz Rosenhain der Familie von P. zu Gast ist. Um sich die Zeit zu vertreiben, trifft man sich abends, erzählt sich Geschichten und diskutiert sie.
Die Anwesenden einigen sich nach kontroverser literaturästhetischer Diskussion über das „Wunderbare“ und das „Natürliche“ darauf, auf „sentimentale Alltagsgeschichten und idealische Familienszenen“ mit „Engel-Menschen“ zu verzichten, worin lauter „in Personen verwandelte Tugenden und Laster, lauter Menschen aus der Unschuldswelt, lauter Ideale von Güte, Edelmut, Selbstverleugnung und grenzenloser Wohltätigkeit, aufgeführt werden“. Während sich in diesem Punkt die „Freunde des Natürlichen“ durchsetzen, müssen sie, mit Verweis auf die „neueste[-] Philosophie“, „die Liebe zum Wunderbaren“ akzeptieren und, wenn auch nicht „das gesamte Feen- und Genien-Unwesen […], womit [sie] seit Jahren bis zur Überladung bedient worden sind“, so zumindest Märchen mit „Schutzgeister[n]“ zulassen.

### Narcissus und Narcissa
Ein Jüngling und ein Mädchen, Dagobert und Heliane, beide gleichermaßen vom reichen Elternhaus durch allen Luxus und von der Gesellschaft durch Bewunderung verwöhnt und selbstverliebt, werden durch ihre Schutzgeister Mahadufa und Zelolovon ihren schlechten Eigenschaften kuriert.
Dazu veranlassen die Geister den Jüngling, in das Heimatland des Mädchens, das sagenhafte Trabezunt, zu reisen, sodass sich die beiden kennenlernen und ineinander verlieben. Dies geschieht auch, aber zunächst sträuben sich beide dagegen, ihre Gefühle zuzulassen und zu bekennen, und warten stolz auf die Unterwerfung des anderen. Darauf nehmen die Schutzgeister einen zweiten Anlauf, treten als Parsen-Geschwisterpaar Sophranor und Euphrasia auf und belehren die beiden darüber, „dass wahre Liebenswürdigkeit auf wahres Verdienst gegründet, ihrer Natur nach bescheiden und anspruchslos ist“ und dass man „bescheidener [und] gemäßigter“ bei den „Forderungen an Andere“ sein sollte.

### Daphnidion. Ein milesisches Märchen
Der Jüngling Phöbidas aus Thessalien trifft bei der Vogeljagd auf die wunderschöne Nymphe Daphnidion, die jedoch vor ihm flieht. Er verfolgt sie bis in eine Grotte, in der sie sich versteckt und mit Hilfe ihres Zauberringes unsichtbar macht. Statt ihrer findet Phöbidas die Priesterin Dämonassa. Diese erzählt ihm, Daphnidion sei ihre Nichte und stehe unter ihrem Schutz. Er bittet inständig darum, Daphnidion noch einmal treffen zu können. Dämonassa bietet ihm an, er könne sie entweder sehen, oder mit ihr reden, oder sie berühren, sie aber nicht mit mehreren Sinnen wahrnehmen. Er wählt die Berührung, als er sie jedoch bei der Hüfte greifen will, verschwindet sie und er muss die Höhle verlassen.
Er wendet sich an den Zauberer Hippalektor. Dieser rät ihm zu einer Entführung: Bei einem Fest erscheint Phöbidas in der Gestalt eines jungen Mädchens und reiht sich in den Tanz ein. Dabei versucht er Daphnidion den Zauberring zu entwenden. Dämonassa hat jedoch den Betrug geahnt und erstens der Nichte einen zweiten Ring gegeben, der die Kraft hat, jedes Zaubergebilde in seine natürliche Gestalt zurückzuversetzen, und zweitens die Gestalten der Nichte und der kräftigen Bauerntochter Mykale vertauscht. Als Phöbidas versucht, dem starken Mädchen den Ring vom Finger zu ziehen, kommt es zum Kampf und beide verwandeln sich in ihre echten Gestalten zurück. Phöbidas wird zum Gespött der Festgäste und Dämonassa untersagt ihm das Betreten ihres Dianen geheiligten Bodens. Denn sie bezweifelt, dass Phöbidas aus der „schmachvolle[n] Vereitelung seines Anschlags“ eine Lehre zieht. Das Ereignis wird von den Frauen der Gegend jährlich mit dem Verbrennen eines mit Stroh ausgestopften Popanz gefeiert.

### Die Entzauberung
Die 16-jährige Rosalie von Eschenbach hat ihre Eltern schon früh verloren und wird von einer bejahrten und begüterten Tante aufgenommen, zu deren Erbin bestimmt und „mit allen Vorteilen und Nachteilen einer ländlichen Erziehung fern von der Hauptstadt auf einer alten Ritterburg in einer wildanmutigen romantischen Gegend erzogen“. Wegen ihrer Liebenswürdigkeit und ihres Reichtums hat sie viele Verehrer, darunter den Ritter Alberich, einen Frauenhelden, der glaubt, er habe bei dem unerfahrenen Mädchen leichtes Spiel. Zudem ist der schüchterne Hulderich in sie verliebt, der Sohn eines Pächters, der auf den Ländereien von Rosalies Tante lebt.
Rosalie lebt im Unterschied zu ihren Bewunderern in einer Scheinwelt. Sie liest von Kindheit an Ritter- und Feengeschichten und schöpft daraus „eine Art von idealistischer Welt- und Menschenkenntnis“. Eines Tages spricht sie den Wunsch aus, selbst einmal das Land der Feen zu betreten. Eine Fee erfüllt ihr diesen Wunsch. Sie kommt in ein paradiesisches Land, in dem auch die Personen ihrer Realität auftreten. Sie wird von Alberich umschmeichelt, für den sie inzwischen Gefühle entwickelt hat. Hier greift die Fee wieder in das Geschehen ein: Sie verzaubert Rosalie, sodass ihr Gesicht mit Blatter-Narben übersät ist. Am selben Tag verliert ihre Tante durch den Bankrott eines Handelshauses einen großen Teil ihres Vermögens. Alberich bewirbt sich nun nicht mehr um Rosalie, da sie nun weder schön noch reich ist, an Hulderichs Liebe zu ihr ändert sich jedoch nichts.
In der Nacht bricht ein Feuer auf der Burg aus, Alberich flieht, und Hulderich rettet Rosalies Tante unter Einsatz seines eigenen Lebens. Das Mädchen erkennt nun, dass es sich von Alberich blenden ließ und dass Hulderich viel mutiger und treuer ist. Aufgrund seiner Schüchternheit nahm sie ihn nur bisher nicht wahr, zudem ist er nicht „von Geburt“, also von Adel. Die Fee erscheint nun bei Rosalie, ihrer Tante, Hulderich und seinem Vater und klärt sie über die Zusammenhänge auf. Sie stellt den alten Zustand wieder her und löst auch den für eine gesellschaftsfähige Heirat hinderlichen Standesunterschied auf: Wenn auch die Feen normalerweise keine Freundinnen von „Missheuraten“ sind und dafür sorgen, „dass die Königstöchter, die sich in Hirtenknaben […] verlieben am Ende ihresgleichen […] finden“, macht sie hier eine Ausnahme von der Regel und urkundet für Hulderich einen Uradel aus der Linie des Vercingetorix. Nachdem sie auch dieses Problem gelöst hat, appelliert sie an die beiden: „Die Sorge einander glücklich zu machen und es selbst dadurch zu sein, wird nun künftig euer eigen Werk bleiben. […] tut nun das Eurige!“

### Die Novelle ohne Titel
Don Lope Moscoso, der letzte Spross der alten mit der Zeit verarmten Grafenfamilie Altavira, lebt mit seiner Frau Dona Pelaja und ihren Zwillingskindern Manuel und Galora in einer einsturzgefährdeten Provinzburg fern der Hauptstadt. Durch einen in Romanen und Komödien häufigen Glücksfall, wie der Erzähler ironisch einfügt, kehrt der in den Kolonien reich gewordene Onkel Jago in die Heimat zurück und setzt seinen Großneffen Manuel zu seinem Erben ein. Sollte dieser aber ohne eigene Nachkommen sterben, bekommt ein entfernter Verwandter namens Don Antonio das Erbe, um es in der männlichen Namenslinie zu erhalten.
Dieser Fall tritt bald nach dem Tod Jagos ein. Manuel stirbt nach einer Pockenerkrankung. Um das Anrecht auf das Erbe zu behalten, behaupten die Eltern aber, seine Schwester Galora sei gestorben, und ziehen fortan Galora als Jungen auf. In den Augen der Öffentlichkeit entwickelt sich das kräftige Mädchen scheinbar zu einem angesehenen jungen Mann.
Nach dem Tod der Eltern holt Galora, um sich in der Gesellschaft korrekt zu verhalten, einen „Mann von Erziehung, Lebensart und Weltkenntnis“ als Mentor zu sich, und gerät ausgerechnet an Don Antonio, der als abgedankter Offizier eine Dienststelle sucht. Weil ihm seine bescheidenen Verhältnisse und ein Dienstverhältnis bei den Verwandten peinlich sind, nimmt er den Namen Alonso Noya an. Galora findet bei ihren Spazierritten, der Jagd usw. an ihrem „Schatten“ zunehmend Gefallen, verliebt sich in den schönen Mann und macht ihn zu ihrem Günstling.
Antonio gefällt auch Galoras junger Cousine Rosa, die als arme Waise in ihre Familie aufgenommen wurde und der wegen der fehlenden Mitgift ein Nonnenschicksal droht. Sie macht sich, um dem zu entgehen, zunächst Hoffnungen, die Frau ihres Cousins zu werden, beobachtet dann aber misstrauisch dessen merkwürdige Nähe zu seinem Mentor und erkennt, dass der Graf eine Frau ist. Für Antonio ist die doppelte Umwerbung zwar schmeichelhaft, allerdings rechnet er mit einer Verbindung des Grafen und seiner Cousine und hält sich Rosa gegenüber zurück. Galora wird durch ihre Liebe ihre Verstellung zunehmend verhasst. Sie merkt aber, dass Antonio nicht sie, sondern insgeheim Rosa liebt, und gibt ihre Hoffnungen auf.
Um das für sie grausame Spiel zu beenden, tritt sie nachts, nun zum ersten Mal in Frauenkleidern, in Antonios Zimmer und gesteht ihm alles: Ihre Eltern hätten sie, „aus einem fatalen Irrtum, zu einem unnatürlichen Wesen um[geschaffen]“. Die Natur habe sich durch ihn „auf eine grausame Art an dem törichten Geschöpf, das ihr Trotz geboten hatte“, gerächt. Jetzt sei ihr das Leben und „die unwürdige Rolle, die [sie] gespielt habe, unerträglich“. Sie will auf ihren Besitz verzichten und sich in ein Kloster zurückziehen. Darauf gesteht auch Antonio seine Identität ein. In seiner ersten Reaktion schlägt er ihr die Teilung des Vermögens und eine Ehe vor. Doch Galora bleibt bei ihrem Entschluss, sie sei „für alle zarten weiblichen Verhältnisse und Gefühle unwiederbringlich verloren“. Am nächsten Tag verlässt sie den Hof, geht in ein Kloster und überlässt Antonio Dona Rosa.
Nach dem Ende des Vortrags diskutiert die Abendgesellschaft, ob der Schluss der Geschichte plausibel ist, oder ob ein tragisches Ende, bei dem Galora aus Eifersucht erst Antonio und Dona Rosa, dann sich selbst tötet, wie es der Erzähler als Alternative vorschlägt, passender wäre. Der junge von P. will es nicht der „Willkür eines Novellenmachers“ überlassen, „ob er der Geschichte einen glücklichen oder unglücklichen, erwünschten oder jammervollen Ausgang geben will. Die Anlage zum einen oder andern muss doch wohl bereits im Stück selbst liegen.“ Er findet ein tragisches Ende eher zu Galoras heftigem Charakter passend. Rosalinde und der Erzähler M. wenden dagegen ein, die Protagonistin sei kein grimmiges blutdürstiges Geschöpf, handele konsequent nach ihrer Analyse der Situation und zeige weibliches „Gefühl“ und den „Stolz ihres Geschlechts“. Mit dem ursprünglichen Ende habe die Novelle „Einheit und Ganzheit“, was eine wesentliche Voraussetzung der „Vollkommenheit eines echten Kunstwerkes“ sei.

### Freundschaft und Liebe auf der Probe
Die Anekdote behandelt die Frage, ob Gleichheit oder Ungleichheit der Partner besser für eine dauerhafte Beziehung ist.
Die leichtsinnige, fröhliche Selinde und die ruhige, emotionslose, kluge Klarisse wachsen als beste Freundinnen zusammen auf. Als sie alt genug sind, wählen ihre Eltern vermögende und sich charakterlich von ihnen Töchtern unterscheidende Ehemänner, nämlich Mondor und Raimund, die ebenfalls trotz ihrer Gegensätzlichkeit eine enge Freundschaft verbindet.
Nachdem Mondor mit Selinde und Raimund mit Klarisse eine Weile verheiratet sind und der erste Zauber des Verliebtseins verflogen ist, häufen sich die Streitigkeit über die unterschiedlichen Lebensvorstellungen und die Männer fühlen sich immer mehr zur Frau des anderen hingezogen, was den Wünschen der Frauen entspricht. Die Geschichte spielt in einer von Frankreich besetzten deutschen Provinz kurz nach der Französischen Revolution, wo die Scheidung legalisiert wurde und eine zweite Eheschließung möglich ist. Die vier Freunde beschließen folglich, sich scheiden zu lassen und die Ehepartner zu tauschen. Im folgenden Jahr bemerken sie jedoch, dass die Gleichheit der Charakteranlagen zwar zu weniger Konflikten, aber zu Ermüdungen und Langeweile führt und dass sie mit ihren ursprünglichen Partnern insgesamt glücklicher waren. Sie erkennen, dass es besser ist, wenn sie keine zu hohen Ansprüche aneinander stellen und die Eigenheiten des Ehepartners akzeptieren. So kommt es zu einem „Rücktausch“ und alle vier werden glücklich mit ihren ursprünglichen Partnern.

### Die Liebe ohne Leidenschaft
Am nächsten Tag stößt ein neuer Gast zu der Gesellschaft in Rosenhain, Baron von Werdenberg. Er erzählt folgende „wahre Geschichte“, die sich, wie sich am Schluss herausstellt, personell mit der Rahmenhandlung verbindet:
Ein junger Baron, der „statt seines wahren Namens einstweilen von Falkenberg heißen mag“, kommt auf einer Reise durch die kleine Stadt Erlebach, in der gerade ein Jahrmarkt stattfindet. Er schlendert, weil er gerne solchen Volksfesten zuschaut, über den Platz und erwirbt von einer „vermeintlichen Krämerin“, die ihm durch ihre grazile Gestalt auffällt, ohne um dem Preis zu feilschen einige ihrer Waren, aber sie schenkt sie ihm und verteilt sogleich den ganzen Laden unter der armen Bevölkerung. Bevor sie verschwindet, überreicht sie ihm einen Bleistift mit den rätselhaften Worten: „Wenn sie jemals in den Fall kommen […] diesen Bleistift zu einem geheimen Wort an eine Geliebte zu gebrauchen, so erinnere er sie an die Unbekannte auf dem Jahrmarkt zu Erlebach!“
Diese märchenhafte Situation und die geheimnisvolle Dame gehen ihm nicht aus dem Kopf und ein paar Tage später trifft er sie in einer anderen Stadt wieder. Sie heißt Julie von Haldenstein und ist als einzige Tochter und Erbin eines Bankiers „im freien Besitz eines unermesslichen Vermögens“. Sie lädt Falkenberg ein und erzählt ihm, sie habe die Schenkaktion nur für ihn veranstaltet. Auch eine große Zahl solcher Aktionen würden ihr Vermögen kaum beeinträchtigen. Sie werde wohl nie heiraten, weil sie nie wisse, ob sie für ihr Geld oder um ihrer selbst willen geliebt würde. Der Baron hingegen ist zu stolz, um eine Frau zu heiraten, die reicher ist als er. Die beiden stellen fest, dass sie in diesem Falle ähnlich denken und einigen sich auf eine Freundschaft. Er tröstet sich mit seinem neuen Lieblingssatz, „dass wahre Liebe keine Leidenschaft, sondern bloß das reine und ruhige Verhältnis zweier von Natur zusammengestimmter Gemüter sei“.
In W., wo Julie von Haldenstein bei ihrem alten, kranken Onkel, dem General Löwenfeld, lebt, entsteht nun eine enge Freundschaft zwischen ihr und dem Baron. Aber er merkt, dass er sich immer mehr in Julie verliebt, was er aber nicht zugeben will, um seinem Grundsatz, keine „Geldheirat“ einzugehen, nicht zu widersprechen. Julie ahnt seine Leidenschaft, und nachdem sie erfährt, dass er „eine der reichsten Partien im Lande ausgeschlagen“ hat, ist sie von seiner Integrität überzeugt und ist bereit, ihn zu heiraten – nicht aus Leidenschaft, sondern aus Vertrauen in die tiefe seelische Übereinstimmung zwischen dem Grafen und ihr selbst.
Nach dem Vortrag gibt Baron von Werdenberg zu, dass er seine eigene Geschichte und die seiner Frau Julie Hardenstein erzählt hat, die unter dem „erdichteten Namen Nadine von Thalheim“ Gast der Familie von P. ist und den vorigen literarischen Abend gestaltet hat.

## Entstehungs- und Publikationsgeschichte
Konzeption und Entstehung
Wielands Arbeit am Hexameron ist durch tragische Ereignisse und Konflikte zwischen den literarischen Lagern überschattet: Tod Sophie Brentanos (1800) und seiner Frau Anna Dorothea (1801), Verkauf des Gutes in Oßmannstedt und Umzug nach Weimar (1803), Niedergeschlagenheit über den Alterungsprozess und den Rückzug der Kreativität (u. a. in Briefen an Wilmans und Vieweg: „Non Sum Qualis Eram Bonae Sub Regno Cynarae“), Beleidigung durch August Wilhelm und Friedrich Schlegel (1800) und Lob Jean Pauls (1799). In dieser Situation beginnt er sich wieder mit Kleinformen der erzählerischen Prosa zu beschäftigen und „brütet“ über „einem Ding“, einer „Art von Erzählung“, statt sich der Verzweiflung zu überlassen, und er meint, „dass Geistesbeschäftigung, selbst der erforderlichen Anstrengung wegen, izt beynahe das Einzige Mittel […sei, ihn] aufrecht zu erhalten“.
Wieland erfindet nach dem Dekamerone-Vorbild als Rahmenhandlung den aus Landadel und gehobenem Bürgertum zusammengesetzten Rosenhainer Kreis, der sich in einem ländlichen Idyll trifft, um sich frei von Alltagssorgen zu unterhalten. „Eine solche Welt unbeschwerter, urbaner Geselligkeit kann man sich damals allenorts verwirklicht denken, aber niemand wird auf den Gedanken kommen, dass der von Geldsorgen bedrückte, vereinsamende alte Dichter eine ihm entschwindende Wirklichkeit festhalten will. Wieland plant nach romanischen Vorbildern eine Sammlung von Prosatexten verschiedener Gattungen mit zwar gelöst spielerischer, zugleich aber strenger Form.“
In einer frühen Planungsphase erwägt der Autor, um den „lebendige[n] Geist des Gesprächs“ noch mehr zu betonen, anstelle von abgeschlossenen Geschichten eine Fortsetzungserzählung, wobei jeweils ein Autor von einem anderen abgelöst wird und dieser den Handlungsfaden weiter spinnt. Einen Rest dieser Idee findet man bei der Entwicklung eines alternativen Schlusses zur Novelle ohne Titel und der Diskussion darüber, welches Ende besser zum Charakter der Protagonistin passt und zur „Einheit und Ganzheit“ der Geschichte beiträgt.
Trotz den leichten märchenhaften Erzählungen und dem Rückzugsort der Gesellschaft blendet der Autor seine Gegenwart nicht aus, sondern baut sie behutsam in die Rahmenhandlung und in die Geschichten mit ein:
- Zum einen ist dies sein ideales, in einer Standesgesellschaft schwer realisierbares Menschenbild, das die Feenkönigin des dritten Märchens zwar nur durch die trickreiche Konstruktion einer Adelslinie aus ferner Vergangenheit erreicht, aber mit dem Appell betont, sich die Umsetzung einer Liebesbeziehung im Alltag zu erarbeiten. Zudem verbirgt sich in den beiden ersten Märchen die Kritik des Fürstenerziehers Wieland am narzisstischen luxuriösen Lebensstil adliger Jugendlicher.
- Zum anderen greift Wieland seinen Streit mit den Jenaer Romantikern in den Rahmenhandlungs-Diskussionen zwischen Rosalinde und Nadine auf der einen und Herrn von M. auf der anderen Seite über das „Wunderbare“ und das „Natürliche“ auf. Die beiden Frauen wehren sich gegen das „Wunderbare und Unnatürliche“, womit man „seit mehreren Jahren bis zur Überladung bedient worden“ sei. Herr von M., den der auktoriale Erzähler als „großer Bewunderer der neuesten Philosophie“ einführt, trägt dagegen Gedanken einer umfassenden übersinnlichen Welt vor, die man „wie die parodistische Verzerrung von Schellings Naturphilosophie liest:“[16] „Die neueste Philosophie, versicherte er, sei (gleich der alten Platonischen und Stoischen) eine erklärte Gönnerin des Wunderbaren, und so weit entfernt, Geistererscheinungen für etwas Unnatürliches anzusehen, dass vielmehr, ihr zu Folge, die ganze Körperwelt nichts als eine bloße Geistererscheinung, und eigentlich außer den Geistern gar nichts der Rede wertes vorhanden sei.“[17] Nach dem Vortrag der „Entzauberung“ präzisiert Herr M. seine Vorstellung: Das Natürliche solle „mit dem Unnatürlichen so fein und künstlich“ verwoben werden, „dass man letzteres gleichsam unter dem Schutz des ersteren unangefochten durchschlüpfen lässt.“[18]

Wieland kritisiert die neue, beherrschende Rolle, welche dem Übersinnlichen und Dämonischen in Philosophie und Dichtung der Romantik eingeräumt worden ist, lässt ironischerweise den „Philosophen des Wunderbaren“ eine Novelle mit einer Lösung des Konflikts ohne übernatürliche Kräfte erzählen und stellt damit der Romantik einige Grundsätze klassischer Ästhetik gegenüber. Er fordert von der Novelle, dass sie sich „in unserer wirklichen Welt begeben habe, wo alles natürlich und begreiflich zugeht“, und ferner, dass „die Begebenheiten zwar nicht alltäglich sind, aber sich doch, unter denselben Umständen, alle Tage allenthalben zutragen könnten“. Entsprechend erwartet Rosalinde in der Diskussion eine innere Logik der Personen- und Handlungsführung: „Einheit und Ganzheit“ machen „die wesentliche Vollkommenheit eines echten Kunstwerks“ aus.
- Ein weiterer Bezugspunkt zur zeitgenössischen literarischen Diskussion ist die Frage nach der Originalität. Die Gebrüder Schlegel in der Nachfolge Klopstocks[21] bezichtigten Wieland des Plagiats und warfen ihm die Nutzung fremder Stoffe vor. Im Hexameron thematisiert der Autor die Herkunft der Geschichten, indem sich die Zuhörer für deren Quellen interessieren und die Erzähler darüber Auskunft geben: Aus der griechischen Mythologie die Geschichte vom Jüngling Narziss,[22] das Märchen von Amor und Psyche des Apuleius bzw. die Daphne-Sage und die miletischen Geschichten des Aristeides von Milet. Für das dritte Märchen nennt Amanda einen eigenen Traum. Die Novelle will Herr M. in einem alten, wenig bekannten spanischen Buch gelesen haben, Nadine von Thalheims und Baron von Werdenbergs Anekdoten sind „Wahre Geschichten“, die sich in deren Freundeskreisen zugetragen haben.

Publikationen
Wieland verhandelt parallel zur Buchveröffentlichung seines Leipziger Vertragshändlers Göschen mit drei „Taschenbuch“-Verlegern Vieweg, Wilmans und Cotta wegen Einzelveröffentlichungen. Der verärgerte Buchhändler verzichtet deshalb auf eine Einzelveröffentlichung und die sechs Erzählungen erscheinen erst 1805 unter dem Titel Das Hexameron von Rosenhain als 38. Band der Göschen-Ausgabe von C. M. Wielands sämtlichen Werken.
Die Buchfassung des Hexamerons enthält die sechs Erzählungen in der Reihenfolge ihres Entstehens und so, wie sie nacheinander an Vieweg, Wilmans und Cotta übersandt worden waren:
- Narcissus und Narcissa aus einer Handschrift das Pentameron von Rosenhain betitelt. Von C. M. Wieland, Taschenbuch für 1803. Braunschweig gedruckt und verlegt bei Friedrich Vieweg. S. 1–74.
- Daphnidion war für das Taschenbuch für 1804 im Vieweg Verlag vorgesehen, wurde jedoch erst in der Buchausgabe des Hexameron 1805 publiziert.
- Rosalie und Hulderich oder die Entzauberung und Die Novelle ohne Titel. Zwey Erzählungen aus dem Pentameron von Roserthain. Von C. M. Wieland", Taschenbuch für das Jahr 1804. Der Liebe und Freundschaft gewidmet. Frankfurt am Mayn, bey Friedrich Wilmans. S. 1–72.
- Freundschaft und Liebe auf der Probe und Die Liebe ohne Leidenschaft. Zwey Erzahlungen aus dem Pentameron von Rosenhain. Von C. M. Wieland, Taschenbuch auf das Jahr 1804. Herausgegeben von Wieland und Goethe. Tübingen, in der Cotta'schen Buchhandlung, S. 1–86.
- Das Hexameron von Rosenhain. 38. Band der Göschen-Ausgabe von C. M. Wielands sämtlichen Werken, Leipzig, 1805.

## Rezeption
Wieland versteht sein Hexameron selbstkritisch als Altersdichtung. „Es sind späte Blümchen“, schreibt er am 19. September 1803 an Knebel, „die sich an einem warmen Novembertage schüchtern hervorwagen, und eben dadurch, der matten Farben und des schwachen Geruchs ungeachtet, eine Art von Anmutung erregen, wie die ungefähr, die man für schwächliche, aber dem ungeachtet lebensfrohe, freundlich lächelnde Kinder fühlt.“
Beißner nimmt das Werk gegen die Beurteilung seines Autors in Schutz: Wieland habe auch mit seiner „hypochondrischen Formulierung – dass er sich ‚selbst bereits überlebt habe‘ […] seinem eigenen Ruf schwer geschadet“- Denn die Literaturgeschichte habe sich seine Erklärung für die Zurückhaltung seines Verlegers Göschen bei Neudrucken, auch der Verzögerung beim Hexameron, „unbesehn zu eigen gemacht und allen Ernstes behauptet, die Indolenz der Leser gegen diesen Dichter sei nicht erst im späten 19. Jahrhundert, entstanden, habe vielmehr schon zu seinen Lebzeiten begonnen.“ Beißner erklärt die reservierte Haltung Göschens mit Wielands Parallelverhandlungen mit den „Taschenbuch“-Verlegern Vieweg, Wilmans und Cotta (s. Entstehungs- und Publikationsgeschichte). Wielands andauernde Beliebtheit bei den Lesern begründet er durch die große Zahl von „Doppeldrucken“ (Nachschussauflagen), die den jeweils ersten und echten möglichst genau nachgebildet werden mussten, sowie den Nachdrucken anderer Verleger: „Wieland war somit zu seiner Zeit erweislich der meistgelesene Autor“.
Beißner lobt am Hexameron-Zyklus die „Wielandische Anmut in der Poesie des Stils“. Er erzähle nicht nur Geschichten, sondern dichte und gestalte auch den Vorgang des Erzählens im „anteilvoll mitgehendem Zuhörerkreis“. Überall walte der „lebendige Geist des Gesprächs“.
Für Schelle liegt der Reiz des Hexameron „zweifellos in seiner Anspruchslosigkeit, und das Werkchen könnte […] ein Kunstgebild der echten Art“ genannt werden. Der Autor setze im Gegensatz zu früheren Dichtungen seine „differenzierten psychologischen und sprachlichen Mittel so unauffällig ein[-], dass man seine Kunst bewundern muss, so kunstlos zu sein“. Die private Situation des Autors sei ganz in der Gestaltung aufgelöst. Für das „Spätwerk“ spreche außerdem die „Abendstimmung“, die „über der heiter gelösten, aber keineswegs spannungslosen Rosenhainer Welt verbreitet liegt.“ Das für eine Altersdichtung typische Motiv der Entsagung und der Resignation werde vom alten Wieland überwunden, indem er sich mit der Gestaltung des Werkes nochmals als Novellen-Theoretiker und als Dichter bestätige. Wieland kritisiere „die neue, beherrschende Rolle, welche dem Übersinnlichen und Dämonischen in Philosophie und Dichtung der Romantik“ eingeräumt worden sei. Als „Rationalist und Märchenpoet in einem“, verstehe er das „Wunderbare in der Poesie“ im Sinne Bodmers als freies, nur der Forderung nach Wahrscheinlichkeit gehorchendes Spiel der Einbildungskraft. Dieser dem Geist des 18. Jahrhunderts verpflichteten Auffassung verdanke Wielands Märchendichtung ihr Entstehen, während ihr unnachahmlicher Zauber auf dem Vers, auf der „Poesie des Stils“ beruhe. Die Definitionen, welche Die Entzauberung und Die Novelle ohne Titel begleiten, ständen „mit am Anfang der Novellentheorie im deutschen Sprachbereich“. Damit werde Wieland „ein Mitbegründer der für die kommende deutsche Dichtung so charakteristischen Prosaerzählung“.

## Lesung
Christoph Martin Wieland: Das Hexameron von Rosenhain Sechs Geschichten von der Liebe. Sprecher: Hans Jochim Schmidt (6 Std. und 27 Min.) Hörbuchverlag Papenburg (Erms)